# Dale Hawkins
Delmar Allen Hawkins, bedre kendt som Dale Hawkins, var en rock'n'roll sanger og komponist fra USA.

## Diskografi
- L.A.,Memphis & Tyler,Texas (1969)